# Myotis formosus
Espèce
Synonymes
- Kerivoula pallida Blyth, 1863
- Vespertilio andersoni Trouessart, 1897
- Vespertilio auratus Dobson, 1871
- Vespertilio dobsoni Andersen, 1881
- Vespertilio formosa Hodgson, 1835

Statut de conservation UICN

 NT  : Quasi menacé
Myotis formosus est une espèce de mammifères chiroptères (chauves-souris) de la famille des Vespertilionidae.

## Répartition

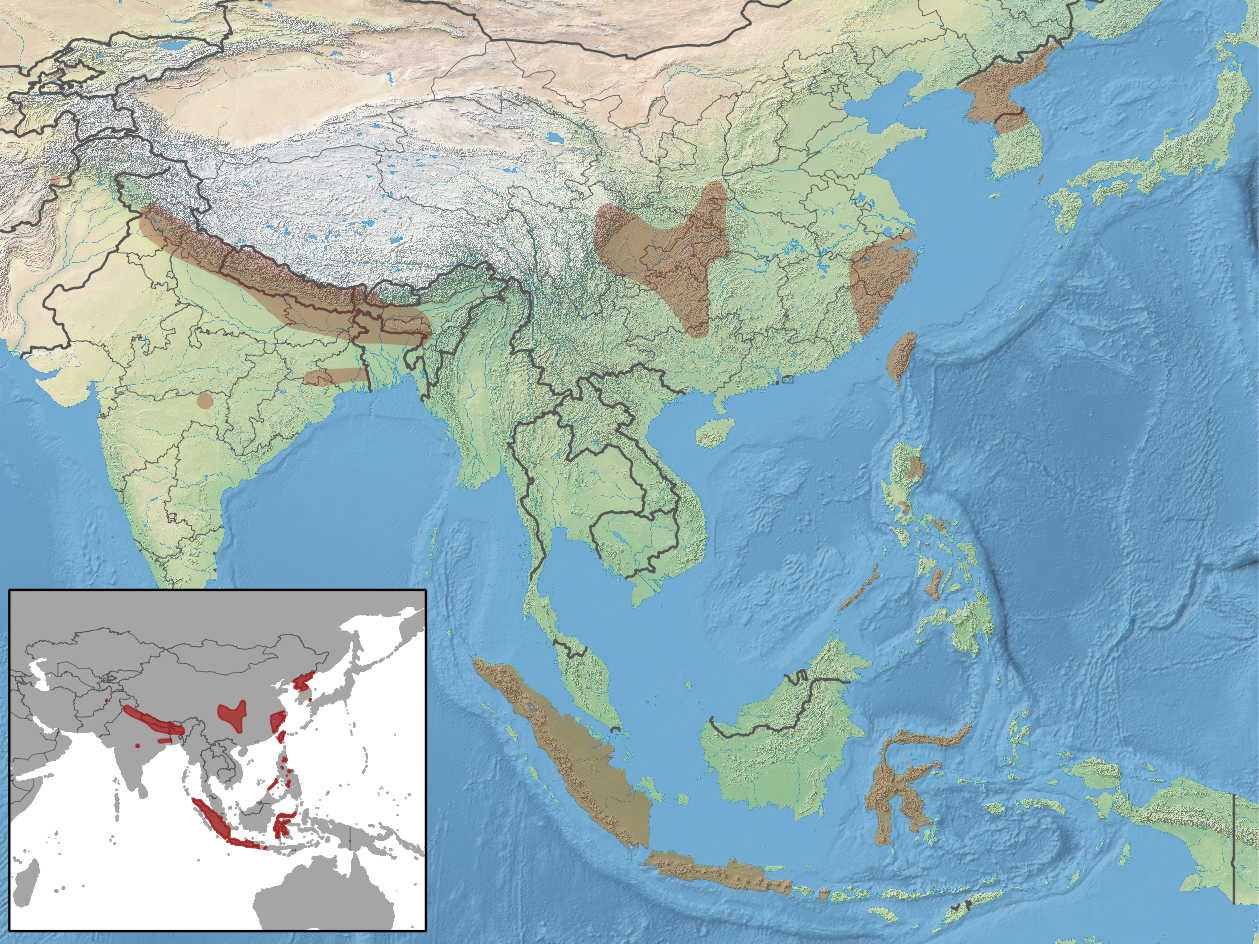
Répartition de l'espèce.